# Goran Brajković
Goran Brajković (Zagreb, 18 juli 1978 – Matulji, 28 juni 2015) was een Kroatisch voetballer die bij voorkeur als middenvelder speelde.
Brajković kwam op 28 juni 2015 om het leven bij een verkeersongeval in Matulji.

## Biografie
Brajković begon zijn professionele carrière in 1998 bij HNK Rijeka. Hier speelde hij in vijf seizoenen 131 wedstrijden, waarin hij acht doelpunten maakte. In 2001 speelde Brajković twee vriendschappelijke interlands namens Kroatië tegen Zuid-Korea. Na zijn periode bij HNK Rijeka speelde Brajković nog voor Arsenal Kiev, NK Pomorac Kostrena, NK Bela Krajina Črnomelj, HK Kópavogur, KS Flamurtari Vlorë en AGS Kastoria. Hij sloot zijn carrière in 2014 af bij vierdeklasser NK Opatija.
| Interlands van Goran Brajković voor Kroatië | Interlands van Goran Brajković voor Kroatië | Interlands van Goran Brajković voor Kroatië | Interlands van Goran Brajković voor Kroatië | Interlands van Goran Brajković voor Kroatië | Interlands van Goran Brajković voor Kroatië |
| №                                           | Datum                                       | Wedstrijd                                   | Uitslag                                     | Soort wedstrijd                             | Doelpunten                                  |
| Als speler van HNK Rijeka                   | Als speler van HNK Rijeka                   | Als speler van HNK Rijeka                   | Als speler van HNK Rijeka                   | Als speler van HNK Rijeka                   | Als speler van HNK Rijeka                   |
| ------------------------------------------- | ------------------------------------------- | ------------------------------------------- | ------------------------------------------- | ------------------------------------------- | ------------------------------------------- |
| 1                                           | 10 november 2001                            | Zuid-Korea – Kroatië                        | 2 – 0                                       | Vriendschappelijk                           | 0                                           |
| 2                                           | 13 november 2001                            | Zuid-Korea – Kroatië                        | 1 – 1                                       | Vriendschappelijk                           | 0                                           |

Bijgewerkt op 29 juni 2015.